# Fuego XII
Fuego XII (né en 1998) est un cheval Pure race espagnole monté par le cavalier espagnol Juan Manuel Munoz Diaz, dans les compétitions de dressage. 

## Histoire
Il remporte en 2008 le Grand Prix d'Espagne de dressage, et termine 22e aux qualifications des Jeux olympiques d'été de 2008. 
Fuego XII suscite un enthousiasme mondial, et devient le cheval de cœur des spectateurs des Jeux équestres mondiaux de 2010 après une reprise libre spectaculaire, sur de la musique espagnole,.

## Héritage
Le cite Eurodressage cite, dix ans plus tard, la reprise libre de dressage de Fuego XII en 2010 comme l'une des plus marquantes de l'histoire du dressage, avec une foule en délire au moment du premier trot étendu.